# Три моряки та дівчина (фільм)
«Три моряки та дівчина» (англ. «Three Sailors and a Girl») — американський мюзикл 1953 року режисера Роя Дел Рута.

## Сюжет
Після восьми місяців у морі голодні до жінок моряки з підводного човна кидають якір у нью-йоркській гавані. Вони передбачають місячну відпустку і гадають як їм найкраще провести час на березі. Один з них тільки-но прочитав книгу по інвестуванню і переконує товаришів вкладати гроші у щось прибуткове, а не витрачати їх на жінок. В надії примножити статки він та двоє його друзів, Твітч та Поркі, вкладають свої гроші у справу. Та ось біля брокерської контори перетнулися шляхи трьох моряків та ще нікому не відомої танцівниці Пенні Вестон...

## У ролях
- Джейн Пауелл — Пенні Вестон
- Ґордон МакРей — Джонс
- Джин Нельсон — Твітч
- Джек Е. Леонард — Поркі
- Сем Лівін — Джо Вудс
- Джордж Гівот — Еміліо Россі
- Вєда Енн Борґ — Фей Фосс
- Арчер МакДональд —  Мелвін Вебстер
- Реймонд Ґрінліф —  Б.П.Морроу
- Мюррей Елпер —  морський піхотинець